# Combretum polyanthum
Combretum polyanthum är en tvåhjärtbladig växtart som beskrevs av C. C. H. Jongkind. Combretum polyanthum ingår i släktet Combretum och familjen Combretaceae. Inga underarter finns listade i Catalogue of Life.